# Marriammu
Marriammu är ett australiskt språk som talades av 5 personer år 2006. Marriammu talas i Nordterritoriet. Marriammu tillhör dalyspråken.